# سووتسک، اوبلاست تولا
شهر سووتسک، اوبلاست تولا (به روسی: Советск) در کشور روسیه و در اوبلاست تولا واقع شده‌است.